# アイギナ溶岩円頂丘
アイギナ溶岩円頂丘（アイギナようがんえんちょうきゅう、英: Aegina Farrum）は、金星の溶岩円頂丘である。
直径60km、名前はギリシア神話の女性アイギーナに由来する。